# You Are the Only One (песня Сергея Лазарева)
«You Are the Only One» (рус. Ты — единственная) — песня российского исполнителя Сергея Лазарева, с которой он выступил на конкурсе «Евровидение-2016». Презентация сингла и видеоклипа состоялась в программе «Вести в субботу» 5 марта 2016 года на телеканале «Россия 1». Авторами сингла выступили Дмитрис Контопулос и Филипп Киркоров.
Песня заняла третье место на песенном конкурсе Евровидение в 2016 году, победив в зрительском голосовании.
Впоследствии песня стала первым синглом с шестого студийного альбома Лазарева THE ONE, куда вошла под номером 9.

## Информация о песне
В одном из интервью Сергей Лазарев рассказал, что не сразу согласился на участие в конкурсе. По его словам, ему неоднократно предлагали представить свою страну, однако на протяжении восьми лет он отвергал эти предложения. О том, что Сергей Лазарев будет представлять Россию на конкурсе Евровидение-2016, стало известно в начале декабря 2015 года.

«Я послушал песню и не сказал нет, решил, что мне надо подумать. Всю дорогу, что я ехал из студии, она крутилась у меня в голове. А почему бы и нет, подумал я, и в итоге дал согласие. Я думаю, что песня обладает невероятным магнетизмом и силой. Услышав её в первый раз, я был поражен её эмоциональным свечением и энергией. Эта песня в итоге повлияла на моё решение принять участие в конкурсе „Евровидение“».

— Сергей Лазарев.

2 марта 2016 года в официальном аккаунте Филиппа Киркорова был опубликован тизер к видеоклипу. Авторами музыки являются греческий композитор Дмитрис Контопулос и российский певец и продюсер Филипп Киркоров. Текст для композиции был подготовлен шведскими поэтами-песенниками Джоном Баллардом и Ральфом Чарли. Релиз композиции состоялся 5 марта 2016 года на телеканале «Россия 1».
10 мая 2016 года Сергей Лазарев исполнил песню в первом полуфинале конкурса Евровидение-2016.

### Русскоязычный ремейк
В июле 2016 года Лазарев выпустил русскоязычную версию песни под названием «Пусть весь мир подождёт». Текст не являлся переводом оригинала, но тема единственной любви была сохранена в припеве. Впоследствии эта версия стала первым синглом с пятого альбома Лазарева «В Эпицентре», куда вошла под номером 9.

## Видеоклип
Утром 5 марта на официальном канале Сергея Лазарева в «YouTube» и портале «ВГТРК» состоялась премьера видеоклипа на сингл. Клип был снят режиссёром Константином Черепковым и питерской командой «Illuminariun 3000», работающей в сфере создания 3D-инсталляций. Производством видеоклипа занялась компания «SEVER Production Co». В видеоклипе также приняла участие модель Владислава Евтушенко, которая представляла Россию на конкурсе Мисс Вселенная 2015. Как рассказал сам исполнитель в своём аккаунте Instagram, съёмки видеоклипа проходили в декабре 2015 года в специально построенной студии. Сама песня и видеоклип держались в строжайшем секрете. Лазарев отметил, что постановка на сцене конкурса будет значительно отличаться от постановки в видеоклипе. Видеоклип получил хорошие отзывы как от музыкальных критиков, так и от российских слушателей.

## Мнение участников конкурса от России
Соавтор конкурсной песни Филипп Киркоров оценил её по достоинству и выразил следующее:

Я очень надеюсь на объективность, на то, что артист такого уровня, как Сергей Лазарев, в очередной раз докажет, что в России очень много талантливых артистов молодого поколения они конкурентоспособны. На уровне такого европейского форума эти артисты достойно могут представлять не только свою страну, но и музыку в целом.

Сам исполнитель песни Сергей Лазарев во время интервью одному из российских телеканалов признался, что песня и представление России на конкурсе Евровидение-2016 сорвало ему отпуск после концертного тура. Он прокомментировал и песню, и этот момент:

Я в эту песню влюблен всей душой! Она заставила меня в этом году все-таки дать согласие на участие в «Евровидении». Это о многом говорит. Я 8 лет обходил стороной этот конкурс, несмотря на то что меня очень много уговаривали. Этот год у меня расписан, идет гастрольный тур. И как раз с 1-го по 15 мая я себе оставил выходные. Думал, уеду после длительного тура в отпуск, отдохну. Это я планировал 8 месяцев назад. Но потом раздался звонок Филиппа Киркорова, который сказал: твоя кандидатура в этом году рассматривается каналом «Россия 1» и редакционным советом ВГТРК как одна из главных на поездку на «Евровидение».

## Список композиций
| №  | Название               | Автор(ы)                                                       | Продюсеры          | Длительность |
| -- | ---------------------- | -------------------------------------------------------------- | ------------------ | ------------ |
| 1. | «You Are the Only One» | Дмитрис Контопулос, Филипп Киркоров, Джон Баллард, Ральф Чарли | Дмитрис Контопулос | 3:06         |

## Позиции в чартах
| Страна                                     | Высшая позиция |
| ------------------------------------------ | -------------- |
| СНГ (Tophit Общий Топ-100)                 | 18             |
| СНГ (Tophit Топ-100 по заявкам)            | 15             |
| Россия (Tophit Российский Топ-100)         | 19             |
| Россия (Tophit Московский Топ-100)         | 29             |
| Украина (Tophit Украинский Топ-100)        | 112            |
| Украина (Tophit Киевский Топ-100)          | 67             |
| Австрия (Ö3 Austria Top 40)                | 40             |
| Бельгия/Фландрия (Ultratip Bubbling Under) | 22             |
| Финляндия (Latauslista Download)           | 17             |
| Франция (SNEP)                             | 53             |
| Венгрия (Single Top 40)                    | 36             |
| Iceland (RÚV)                              | 19             |
| Шотландия (OCC Scotland)                   | 71             |
| Испания (PROMUSICAE)                       | 49             |
| Швеция (Sverigetopplistan)                 | 34             |
| Великобритания (OCC UK Singles Downloads)  | 75             |
| UK Singles (Official Charts Company)       | 206            |

| Страна              | Высшая позиция |
| ------------------- | -------------- |
| Worldwide (iTunes)  | 25             |
| Россия (iTunes)     | 1              |
| Беларусь (iTunes)   | 1              |
| Казахстан (iTunes)  | 1              |
| Латвия (iTunes)     | 1              |
| Украина (iTunes)    | 3              |
| Эстония (iTunes)    | 3              |
| Молдова (iTunes)    | 6              |
| Словения (iTunes)   | 7              |
| Польша(iTunes)      | 8              |
| Греция (iTunes)     | 11             |
| Швеция (iTunes)     | 5              |
| Финляндия (iTunes)  | 9              |
| Бельгия (iTunes)    | 11             |
| Израиль (iTunes)    | 26             |
| Норвегия (iTunes)   | 26             |
| Нидерланды (iTunes) | 15             |
| Австрия (iTunes)    | 10             |
| Швейцария (iTunes)  | 25             |
| Испания (iTunes)    | 20             |
| Перу (iTunes)       | 103            |
| Ирландия (iTunes)   | 36             |
| Дания (iTunes)      | 30             |
| Армения (iTunes)    | 155            |
| Мальта (iTunes)     | 82             |
| Германия (iTunes)   | 39             |
| Таиланд (iTunes)    | 169            |
| Португалия (iTunes) | 175            |
| Франция (iTunes)    | 30             |

| Страна | Высшая позиция (прослушивания) |
| ------ | ------------------------------ |
| Швеция | 106 (24357)                    |

## История релиза
| Регион | Дата         | Формат           | Лейбл                    |
| ------ | ------------ | ---------------- | ------------------------ |
| Мир    | 5 марта 2016 | Digital download | State Television Company |